# Sarcophaga surinamensis
Sarcophaga surinamensis är en tvåvingeart som först beskrevs av Christian Rudolph Wilhelm Wiedemann 1830.  Sarcophaga surinamensis ingår i släktet Sarcophaga och familjen köttflugor.
Artens utbredningsområde är Surinam. Inga underarter finns listade i Catalogue of Life.